# Hudson Bay Airport
Hudson Bay Airport är en flygplats i Kanada. Den ligger i den sydöstra delen av landet, 2 100 km väster om huvudstaden Ottawa. Hudson Bay Airport ligger 358 meter över havet.
Terrängen runt Hudson Bay Airport är platt. Trakten runt Hudson Bay Airport är nära nog obefolkad, med mindre än två invånare per kvadratkilometer.. Närmaste större samhälle är Hudson Bay, 6,1 km nordväst om Hudson Bay Airport.
Omgivningarna runt Hudson Bay Airport är en mosaik av jordbruksmark och naturlig växtlighet.